# Trastorn del ritme circadiari de son-vigília
Els trastorns del ritme circadiari de son-vigília (CRSD, de l'anglès circadian rhythm sleep disorders), són una família de trastorns del son que afecten la sincronització del son. Els CRSD es deriven d'un patró persistent de pertorbacions del cicle son-vigília que poden ser causades per una disfunció en el sistema del rellotge biològic, o per la mala alineació entre l'oscil·lador endògen i les claus externes imposades. Com a resultat d'aquest desajust, els afectats per trastorns del ritme circadiari de son-vigília tenen una tendència a adormir-se en moments del dia no convencionals. Aquests esdeveniments sovint condueixen a casos recurrents de descansos pertorbats, on les persones afectades pel trastorn no poden adormir-se i despertar-se en moments "normals" i rendir correctament a la feina, l'escola i altres obligacions socials.
Els humans, com la majoria dels organismes vius, tenen diversos ritmes biològics. Aquests rellotges biològics controlen processos que fluctuen diàriament (per exemple, la temperatura corporal, l'estat d'alerta o la secreció hormonal), generant ritmes circadiaris. Entre aquestes característiques fisiològiques, la nostra propensió d'adormir-nos i despertar-nos a hores determinades també es pot considerar un dels ritmes diaris regulats pel sistema de rellotge biològic. Els nostres cicles de son estan estrictament regulats per una sèrie de processos circadiaris que treballen en tàndem, que ens permeten viure moments de son consolidat durant la nit i una llarga estona desperts durant el dia. Per la seva banda, les interrupcions d'aquests processos i les vies de comunicació entre ells poden provocar problemes en els patrons de son, que es denominen col·lectivament trastorns del ritme circadiari de son-vigília.

## Ritme normal
Un ritme circadiari és una activitat biològica adaptable i endògena que té un període aproximat de vint-i-quatre hores. Aquest mecanisme intern de manteniment del temps està centralitzat en el nucli supraquiasmàtic (SCN, per les seves sigles en anglès) dels humans i permet que els mecanismes fisiològics interns subjacents al son i l'alerta es sincronitzin amb indicis ambientals externs, com el cicle clar-fosc. El SCN també envia senyals a rellotges perifèrics en altres òrgans, com el fetge, per controlar processos com el metabolisme de la glucosa. Tot i que aquests ritmes persistiran en condicions de llum o foscor constants, diferents <i>Zeitgebers</i> (sincronitzadors com ara el cicle clar-fosc) donen context al rellotge i permeten adaptar i regular l'expressió dels processos fisiològics per ajustar-se al medi canviant. Els gens que ajuden a controlar l'adaptació induïda per la llum són els reguladors positius BMAL1 i CLOCK i els reguladors negatius PER1 i CRY. Un cicle circadiari complet es pot descriure com un dia circadiari de vint-i-quatre hores, on l'hora circadiana zero (CT 0) marca el començament d'un dia subjectiu per a l'organisme i CT 12 marca l'inici de la nit subjectiva.
S'ha demostrat que els humans amb funció circadiana regular mantenen els horaris habituals del son, regulen els ritmes diaris en la secreció hormonal i mantenen oscil·lacions en la temperatura corporal central. Fins i tot a falta de Zeitgebers, els humans seguiran mantenint un ritme aproximat de 24 hores en aquestes activitats biològiques. Pel que fa al son, la funció circadiària normal permet mantenir el descans i la vigília que permeten treballar i mantenir l'alerta durant les activitats del dia i descansar a la nit.
Algunes concepcions errònies sobre els ritmes circadians i el son solen etiquetar incorrectament un son irregular com a trastorn del ritme circadiari de son-vigília. Per diagnosticar CRSD, hi ha d'haver un desajustament entre la sincronització de l'oscil·lador circadiari i l'entorn circumdant, o bé una falla en la via d'adaptació del rellotge. Entre les persones amb funció normal del rellotge circadiari, hi ha variació en cronotips, o horaris preferits de vetlla i son. Tot i que el cronotip varia entre individus a causa de l'expressió rítmica dels gens del rellotge, les persones amb funció normal del rellotge circadiari seran capaces d'adaptar-se a les condicions ambientals. Per exemple, si una persona desitja canviar l'aparició d'una activitat biològica, com ara l'hora de despertar-se, l'exposició a la llum durant el final de la nit subjectiva o l'inici del matí subjectiu pot ajudar a avançar el cicle circadiari, donant lloc a un temps de despertar més precoç.

## Diagnòstic
La Classificació Internacional dels Trastorns del son classifica els trastorns del ritme circadiari de son-vigília com un tipus de disòmnia. Tot i que els estudis suggereixen que el 3% de la població adulta pateix un CRSD, moltes persones són diagnosticades erròniament d'insomni en lloc de CRSD. Del total de persones diagnosticades de trastorns del son s'estima que un 10% dels adults i un 16% dels adolescents podria tenir un CRSD. Els pacients diagnosticats de trastorns del ritme circadiari de son-vigília expressen normalment un patró de son alterat, ja sigui un son excessiu que amb incidència als horaris i funcions del dia, o insomni en moments de son desitjats. Cal tenir en compte que la preferència per despertar-se extremadament d'hora o tard no està relacionada amb el diagnòstic de trastorn del ritme circadiari de son-vigília. Hi ha d'haver un deteriorament diferent dels ritmes biològics que afectin la feina i la conducta diària de la persona. Per a un diagnòstic de CRSD, un especialista en son recull la història dels hàbits de son i vigília del pacient, els patrons de temperatura corporal i l'aparició de melatonina a la llum tènue. La recollida d'aquestes dades dona a conèixer l'horari actual del pacient, així com els marcadors de fase fisiològica del seu rellotge biològic.
L'inici del procés de diagnòstic de CRSD és una avaluació exhaustiva de la història del son. S'utilitza un qüestionari estàndard per registrar els hàbits de son del pacient, inclosos l'hora d'anar a dormir, la durada del son, la latència del son i els moments de despertar-se. El professional investigarà sobre altres factors externs que poden afectar el son. Els medicaments amb recepta que tracten trastorns de l'estat d'ànim com antidepressius tricíclics, inhibidors selectius de la recaptació de la serotonina i altres antidepressius estan associats a comportaments anormals del son. També es registren altres hàbits diaris, com ara l'horari laboral i la realització d'exercicis, ja que poden afectar els patrons de son-vigília d'un individu. Per mesurar les variables del son, els pacients porten rellotges d'actigrafia que registren l'aparició del son, l'hora que es desperten i moltes altres variables fisiològiques. De la mateixa manera, es demana als pacients que s'autoregistrin els seus hàbits de son amb un diari de son durant una setmana per documentar quan van a dormir, quan es desperten, etc., per complementar les dades d'actigrafia. La recollida d'aquestes dades permet als professionals del son documentar i mesurar detingudament els hàbits de son del pacient i confirmar els patrons descrits al seu historial de son.

## Tipus

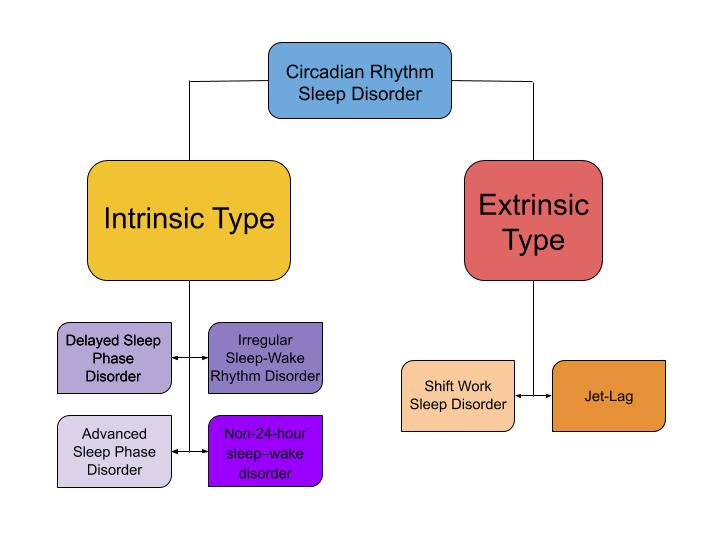
Els diferents tipus de CRSD

Actualment, la Classificació Internacional dels Trastorns del son (ICSD-3) enumera 6 trastorns dins la categoria de trastorns del ritme circadiari de son-vigília.
Els CRSD es poden classificar en dos grups en funció dels seus mecanismes subjacents: La primera categoria està composta per trastorns en els quals s'ha modificat l'oscil·lador endogen, conegut com a trastorns de tipus intrínsec. La segona categoria consisteix en trastorns en què el medi extern i el rellotge circadiari endogen es desincronitzen, anomenats CRSDs de tipus extrínsec.

### Intrínsecs
- Trastorn de la fase de son retardada: les persones que han estat diagnosticades amb un trastorn de la fase de son retardada tenen uns horaris de son-vigília retardats en comparació amb les persones que funcionen amb normalitat. Les persones amb aquest trastorn solen tenir períodes de llarga latència del son quan intenten anar a dormir durant les hores convencionals de son. De la mateixa manera, també tenen problemes per despertar-se a les hores convencionals.
- Trastorn de la fase de son avançada: les persones amb trastorn de la fase de son avançada presenten característiques oposades a les que tenen un trastorn de la fase de son retardada. Aquestes persones tenen horaris de son-vigília avançats, de manera que acostumen a anar a dormir i despertar-se molt abans que els individus normals. Aquest trastorn és menys freqüent que l'anterior, i és més freqüent en poblacions d'edat avançada.
  - La síndrome familiar de fase del son avançada està relacionat amb un tipus d'herència dominant autosòmica. S'associa a una mutació del PER2 humà que substitueix serina per una glicina a la posició 662 (S662G).[11] Les famílies que presenten aquesta mutació del PER2 experimenten avançaments extrems de la fase del son, despertant-se al voltant de les 2 del matí i anant a dormir al voltant de les 19:00.
- El trastorn irregular del ritme de son-vigília es caracteritza per un període de son normal de 24 hores, però fragmentat i altament desorganitzat que es pot manifestar en forma de despertar-se sovint durant la nit i adormir-se diverses vegades durant el dia, malgrat mantenir un temps total de son suficient. Les persones amb aquest trastorn solen experimentar diversos símptomes, des d'insomni fins a somnolència diürna excessiva.
- El trastorn més freqüent en individus cecs i incapaços de detectar llum, el trastorn de son-vigília diferent de 24 hores, es caracteritza per patrons crònics de cicles de son/vigília que no estan dirigits pel cicle ambiental de 24 hores de llum-foscor. Com a resultat d'això, les persones amb aquest trastorn experimenten generalment un retard gradual però previsible de l'aparició del son i l'hora de despertar-se. Els pacients amb el trastorn de la fase de son retardada poden desenvolupar aquest trastorn si no es tracta.

### Extrínsecs
- Trastorn de son per torns de treball: es creu que aproximadament un 9% dels estatunidencs que treballen en torns laborals nocturns o irregulars experimenten un trastorn de son per torns de treball.[12] El torn de treball nocturn s'oposa directament a les pistes ambientals que guien el nostre rellotge biològic, de manera que aquest trastorn sorgeix quan el rellotge d'un individu no és capaç d'ajustar-se al calendari laboral imposat socialment. El trastorn de son per torns de treball pot comportar casos greus d'insomni i una somnolència diürna excessiva.
- Jet lag: el jet lag es caracteritza per la dificultat per adormir-se o per mantenir-se despert com a conseqüència de la desincronització entre el sistema circadiari intern i les pistes externes o ambientals. Generalment s'associa a viatges ràpids per diverses franges horàries.[10]

## CRSD i Alzheimer
El CRSD ha estat sovint associat amb somnolència diürna excessiva i insomni nocturn en pacients diagnosticats de malaltia d'Alzheimer (MA), representant una característica comuna entre els pacients amb aquesta malaltia, així com un factor de risc de deterioraments funcionals progressius. D'una banda, s'ha afirmat que les persones amb MA presenten alteració de la melatonina i una elevada irregularitat en el seu ritme circadiari que condueixen a un cicle de son-vigília desestructurat, probablement a causa d'un dany en les regions hipotàlmiques típicament observades en la MA. D'altra banda, les pertorbacions en els estats de son i vigília s'han relacionat amb l'agreujament de les capacitats cognitives, l'estat emocional i la qualitat de vida dels pacients amb MA, així com de la saturació de familiars i cuidadors.
Tanmateix, encara no s'entén del tot l'impacte de les pertorbacions del son-vigília en l'experiència subjectiva d'una persona amb MA. Per tant, s'han suggerit estudis addicionals que explorin aquest camp, considerant principalment l'augment de l'esperança de vida i la importància de les malalties neurodegeneratives en les pràctiques clíniques.

## Tractament
Entre els possibles tractaments per als trastorns del ritme circadiari de son-vigília es troben els següents:
- La cronoteràpia, que es mostra eficaç en el tractament del trastorn de la fase de son retardada, actua endarrerint sistemàticament l'hora d'anar a dormir d'un individu fins que els seus temps de vigília coincideixin amb el dia convencional de 24 hores.
- La teràpia lumínica utilitza una exposició a la llum brillant per induir avenços i retards de fase en l'hora d'adormir-se i despertar-se. Aquesta teràpia requereix 30-60 minuts d'exposició a una llum brillant (5.000-10.000 lux), blava, blanca o natural en un moment establert fins que el rellotge circadiari s'alinea amb l'horari desitjat.[7][16] El tractament s'administra inicialment ja sigui al despertar o abans de dormir, i si té èxit s'administra indefinidament o es realitza amb menys freqüència.[17] Tot i que es va demostrar molt eficaç en el tractament d'individus amb fases de son retardades o avançades, els beneficis de la teràpia lumínica en el trastorn de son-vigília diferent de 24h, el trastorn de torns de treball i el jet lag no s'han estudiat de manera prou àmplia.
- Els somnífers també s'han utilitzat clínicament conjuntament amb la teràpia lumínica i per al tractament dels CRSD com ara el trastorn de la fase de son avançada.[18] A més, conjuntament amb la teràpia cognitiva-conductual, els hipnòtics d'acció curta també presenten una via per tractar l'insomni comòrbid en pacients que pateixen trastorns del son circadiaris.
- S'ha demostrat que la melatonina, una hormona biològica natural amb ritmicitat circadiària, promou el son i l'ajustament a indicis externs quan s'administra en forma de fàrmac (0,5-5,0 mg). La melatonina administrada al vespre provoca avenços en les fases de son-vigília, mantenint la durada i la qualitat del son. De la mateixa manera, quan s'administra al matí, la melatonina pot causar retards de fase. S'ha mostrat més eficaç en casos de trastorns del son de torns de treball i de fase retardada, però no s'ha demostrat especialment útil en casos de jet lag.
- La teràpia de foscor, com per exemple l'ús d'ulleres de bloqueig blau, s'utilitza per evitar que la llum de longitud d'ona blava i blau-verda arribi als ulls durant les hores de la nit per no dificultar la producció de melatonina.[19]